# 순군만호부
순군만호부(巡軍萬戶府)는, 원 간섭기 고려의 관청으로 조선 초기까지 존속하였던 치안 기구이다. 

## 개요
원(元)의 제도를 모방하여 설치되었으며, 수도 개경의 안팎을 돌며 개경의 치안을 유지하기 위하여 설치되었던 순라군(巡邏軍), 즉 현대의 경찰 부대와 같은 위치에 있었다. 
순군만호부의 원래 임무는 순작(巡綽, 순찰)과 순위(왕실 시위근무), 포도금란(捕盜禁亂, 도적을 잡고 폭행이나 반역 음모 방지)이었으나, 점차 변질되어 국왕의 사적 도구로의 이용되었고, 권력과 밀착된 권한 남용, 고문 등 무소불위의 권한과 업무 범위로 인하여 공포와 두려움의 대상이 되었다. 
조선 초기 순군만호부는 순위부, 의용순금사를 거쳐 의금부(義禁府)로 개칭되었고, 경찰 상층부 구조와 하부 구조 체제가 완전히 이루어져서 원시적이나마 현대와 비슷한 경찰 체제를 갖추었다. 

## 연혁

### 창설
순군만호부는 충렬왕대 설치되어, 기존 무신집권기 포도금란의 업무를 관장했던 야별초(삼별초)의 임무를 대신해 수도 개경의 안팎을 순찰하면서 개경의 치안을 유지하던 순마소(巡馬所)를 전신으로 한다. 순마소는 순군으로도 불렸으며, 업무 수행의 신속을 요하는 관서의 특수성상 관리들이 대개 말을 타고 기마경찰과 같은 활동을 하였던 데에서 연유한 것으로 여겨진다.

### 제도 정비
순마소의 이름이 순군만호부로 개칭된 것은 대체로 충렬왕 26년(1300년) 12월에서 33년(1307년) 3월 이전 사이로 여겨지고 있다. 원의 병제(兵制)인 '만호부'(萬戶府)의 이름이 붙으면서, 그 직명(職名)도 만호부 직제상의 용어로 바뀌었다. 
활동 범위도 당초 수도 개경 안팎에 한정되어 있었던 것이 충숙왕 3년(1316년) 8월에 지방의 주요한 곳에 지방경찰청격인 순포(巡鋪) 33개 소를 설치함으로써 전국적인 규모로 체계화되어, 원시적이나마 현대의 경찰청에 가까운 경찰 체계가 형성되기 시작하였다. 그리고 순군만호부는 이들 순포 소속의 순군(순라군)에 대한 총본부로써 역할을 수행하였다. 
그후 원의 세력이 쇠퇴하고 이를 계기로 고려 본국에서 반원 정책이 추진되면서, 관제(官制)가 전면적으로 고려 원래의 것으로 재복구되었다. 순군만호부는 공민왕 18년(1369년)에 사평순위부(司平巡衛府)로 개편되었다가 우왕 때에 순군만호부로 다시 복귀되고 직제도 다시 원 지배하의 직제로 돌아갔으며 이후 조선 태종 원년까지 지속되었다.

### 치안 업무와 권력 기구로써의 변질
고려말 순군만호부의 기능은 기존의 순작(순찰), 포도금란, 개인간의 싸움질에 대한 처벌은 물론 마소 등 가축의 도축이나 토전(土田)과 노비 등에 관련된 일까지 관여하는 등 업무가 무한대였고 고려 우왕대에는 순군만호부를 전횡의 도구로 이용되기도 하였다. 예컨대, 국가의 인사 또는 재산 처리에 있어서 왕의 뜻에 어긋나거나 그 명을 거역하는 자는 순군옥에 구금되어 처형되었으며, 순전히 왕 자신의 유락(遊樂) 와중에 자신의 심기를 건드렸다는 이유로 순군옥에 가둬 버리는 일도 적지 않았다. 우왕 자신의 근친(近親)의 무고 등에도 순군옥이 자주 악용되었다. 
이러한 순군옥을 이용한 우왕의 정국 운영은 이성계 일파가 쿠데타를 일으키는 한 원인을 제공하는 단초가 되었다고 해석되고 있다. 동시에 순군만호부는 이성계의 권력 장악 이후 조선 왕조 개창에 이르기까지 그들의 정권 장악에 대한 전위대 역할을 수행하여 새로운 왕조의 건설에 주역을 맡았다. 위화도 회군을 계기로 최영을 제거하고 권력을 장악, 우왕과 창왕을 폐위시키고 공양왕을 옹립하는 과정에서 이성계 세력이 전제(田制) 개혁 반대, 우왕 복위 모의자 등 자신들의 반대파를 제거하는 데에도 순군부가 중추적인 역할을 수행하였다. 공양왕 4년(1392년) 정월에는 이성계 일파의 인물인 조준 등 자파(自派)의 인물로 순군관리(巡軍官吏)를 교체하여 정적들에 대한 국문(鞫問)을 도맡게 하였으며, 정몽주가 피살된 뒤에 정몽주 일파 역시 순군부에 투옥되어 심문을 받고 유배되기도 하였다.

### 조선 개창 이후
조선 태조는 즉위 열흘 만인 원년(1392년) 7월 28일 즉위교서를 통해 형조에서 형법과 청송, 국힐(국문)을 관장하고 순군(순군만호부)은 순작, 포도, 금란을 관장하게 한다고 선포함으로써 사법 관련 업무를 형조가 맡게 하였으나, 태조 3년(1394년) 수형인의 국문에 순군옥이 종래와 다름없이 때로 대간, 형조 관원과 합좌해서 치죄하기도 하였고 정종 때에는 형조의 인원이 궐원이 발생한 경우 형조의 체류(대기하고 있는 죄수)를 순군에서 이관받아 판결하기도 하는 등 순군만호부의 조직과 기능은 그대로 유지되어 순작포금, 모역 혐의자에 대한 심문과 처형, 방수는 물론 일반 관리들도 직책 수행과 관련하여 순군만호부가 그들을 구인 혹은 징계하는 경우도 허다하였다. 
특히 관료에 대한 직책상의 책임을 묻는 데에도 순군부를 이용했다는 점은 관제상 형부(법무부)인 형조의 권위와 위상을 훨씬 뛰어넘는 무소불위의 기관으로 공포의 대상이 되기에는 충분한 것이었다. 따라서 언관(대간)이라 하더라도 왕의 뜻에 거슬려서는 순군의 신세를 지는 수밖에 없었다. 태조 3년(1394년)에 변중량 등이 "병권(兵權)과 정권(政權)을 조준, 정도전, 남은 등이 장악하여 겸임을 하고 있으니 실로 좋지 못하다"고 직소하였다가 순군옥에 갇혀서 순군만호 이직 등에 의해 국문을 당했고 5년(1396년)에는 축성제조로써 성곽 축조를 부실하게 한 이성중을 순군옥에 가두었으며,  태조 6년(1397년)에는 여관(女官)에게까지 그 받아야 할 녹을 제대로 나누어 주지 않았다는 이유로 광흥창(廣興倉) 관원 윤회, 이백공, 감찰 최이를 순군옥에 가두기도 하였다.
이렇게 순군의 역할과 권한이 무소불위해지자 태종 원년(1401년) 정월에 문하부 낭사가 시정(時政)을 거론하는 상소에서 순군부의 직역이 사실상 형조의 그것과 중복되어 일직이관(一職二官)의 폐단을 자아낼 뿐만 아니라, 순작 임무도 이미 부병(府兵)이 맡고 있는 판에 순군부를 순작 입무를 맡는 관청으로써 구태여 존속시킬 필요가 없다는 논리로 순군부를 혁파하자는 주장이 제기되었다.는 주장이 제기되었다. 하지만 제의는 고려되지 않았고 오히려 그 직역이 확대되기도 하였으며, 또한 7월에 처음으로 청원ㆍ상소의 도구인 등문고(登聞鼓)를 설치하고 이듬해 정월에 순군부의 하급 관리인 영사(令史)와 순군부 소속의 사법 경찰격인 나장(螺匠) 각 한 명씩을 뽑아 신문고를 지키게 하고 신문고를 통해 청원, 상소되는 내용들을 순군부 관리로 하여금 국왕에게 상달(上達)하게 함으로써 순군부가 국왕의 눈과 귀 역할까지 맡게 되었다.

### 의용순금사를 거쳐 의금부로
순군만호부는 태종이 즉위하고 1년 8개월여만에 두 차례에 걸쳐 그 개혁이 이루어졌다. 1차 개편은 태종 2년 6월 순위부로 개칭한 것이었는데, 법사(사법기관)로서 순군만호부가 보유한 과도하게 많은 병력을 왕성 순위(巡衛)의 임무를 통해 정규 중앙군인 십사(十司)과 함께 동원시킨다는 뜻에서 이러한 개칭이 이루어진 것으로 여겨진다. 다만 직명 등은 기존의 순군만호부제와 동일하였고, 이후로도 모반, 방수, 일반적인 방도금란, 일반 관료들의 직책상의 잘못 등에 대한 징계 장소로도 이용되는 등 정규 중앙군과 별개의 체제를 유지하면서 독자적인 순작 임무를 수행하였다고 여겨진다. 
태종 3년 6월에 순위부는 다시 의용순금사로 개칭되었으며, 그 직제도 절제사, 첨절제사 등으로 바뀌어 기존 만호부제로부터 완전히 탈피하였다. 이후 절제사ㆍ첨절제사 대신에 상호군(上護軍)ㆍ대호군(大護軍) ㆍ호군, 사직ㆍ부사직의 직제가 시행되었다. 

## 순군만호부의 직제
순군만호부의 최고 관리층으로는 도만호(都萬戶), 상만호(上萬戶), 만호(萬戶), 부만호(副萬戶), 진무(鎭撫), 천호(千戶), 제공(提供) 등의 관원이 있었고, 그 소속으로 '순마'(巡馬) 또는 '순군'(巡軍)이라는 군졸(경찰관)이 배치되어 순작과 포도금란 등의 업무에 종사하였다. 그리고 이들에 의하여 체포된 범법자들은 순마소옥(巡馬所獄) 또는 순군만호부옥(巡軍萬戶府獄), 통칭 '순군옥'(巡軍獄)이라 부르는 감옥에 하옥시켰다.
공민왕 18년(1369년)에 순군만호부를 사평순위부로 고쳤을 때, 그 관원으로써 기존 만호부의 편제에서의 관직인 도만호, 상만호, 만호, 부만호, 진무, 천호 대신에 제조(提調) 1인, 판사(判事) 3인, 참상관(參詳官) 4인, 순위(巡衛) 6人, 평사관(評事官) 5인으로 지휘관의 숫자를 규정하였다. 이는 기존 만호부제로부터의 탈피를 꾀한 것이었다. 우왕 때에 다시 순군만호부로 되돌리면서 관직명도 예전대로 돌려졌지만, 태종 3년에 순위부가 의용순금사로 개칭될 때 그 직제가 절제사(節制使), 첨절제사(僉節制使), 호군(護軍), 사직(司直), 부사직(副司直) 등으로 바뀌어 공민왕 18년의 그것과 같이 기존 만호부제로부터 완전히 탈피할 수 있었다. 
순군만호부는 태종 원년(1401년) 편제에서 나장(螺匠)과 도부외의 수가 약 1,500명이었고 그 중 도부외의 수는 1,000여 명에 달하였으며, 하부 체계로 하급 관리인 영사 아래 백호(百戶), 사법경찰인 나장 등이 있었다.

## 관련 항목
- 의용순금사
- 의금부
- 포도청